# Berghain

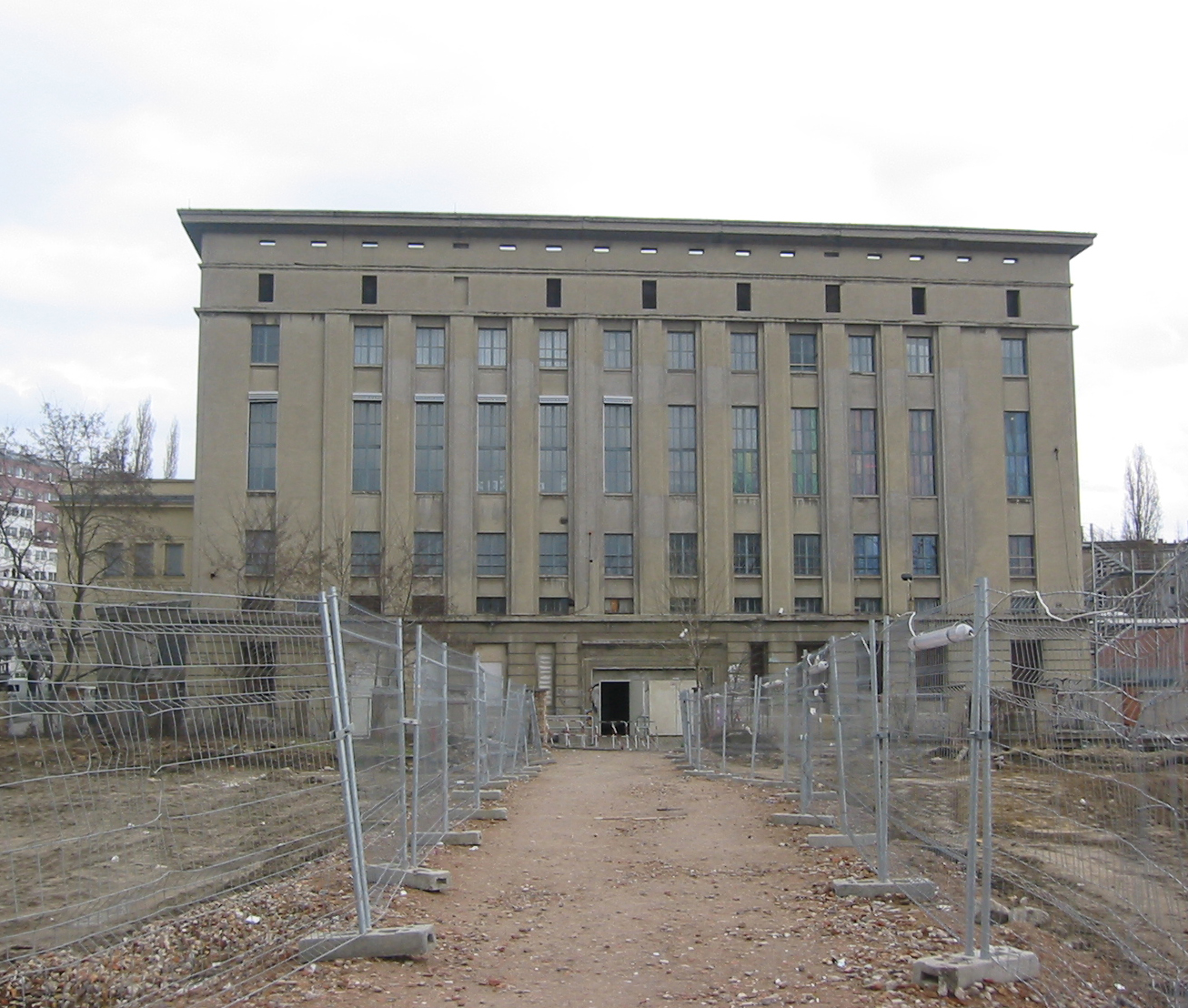
Berghain

Berghain — нічний клуб у Берліні, названий так через його розташування на межі районів міста Кройцберґ і Фрідріхсгайн. Філіп Шерберн охарактеризував його як «цілком можлива столиця техно, так само як у свої найкращі часи були E-Werk або Tresor.»

## Вступ
Клуб розташований у будівлі, де колись була електростанція у Фрідріхсгайні, за берлінським вокзалом Остбангоф. Будівля вирізняється величезними розмірами, танцмайданчик якої 18 метрів заввишки вміщає 1500 гостей, а в мінімалістичному дизайні переважає сталь та бетон. Клуб складається з головної кімнати «печери», а майданчик нагорі називається Панорама Бар, який декорований величезними світлинами Вольфганга Тіллманса і має панорамні вікна з видом на східний Берлін. Тільки половина будівлі використовується на даний час.(друга незабаром буде використовуватися як концертний зал)
У Berghain панує атмосфера занепаду в поєднані з бажанням сексуальної насолоди. Газета New Zealand Herald пише: «люди відкрито дають волю сексуальним актам»" всередині клубу, підвал містить темну кімнату, спеціально відведену для цього. Фотографувати суворо заборонено. Потрапити у клуб не так вже й легко, але там не має VIP входу чи VIP зони. Список гостей є обмеженим, кілька гостей від діджея і максимум двоє від персоналу. Особливістю є відсутність дзеркал або поверхонь з відображенням у клубі. Як і багато клубів у Берліні, Berghain проводить дуже тривалі дійства, Філіп Шербурн у газеті Pitchfork Media описує сет Карла Крейґа, який почався в неділю в обід о 3 годині і тривав до закриття клубу. Джіс Рос описав: «Потрапивши в Панораму Бар, — це як повернутися у часі в епоху, коли люди дійсно відривалися.»

## Історія

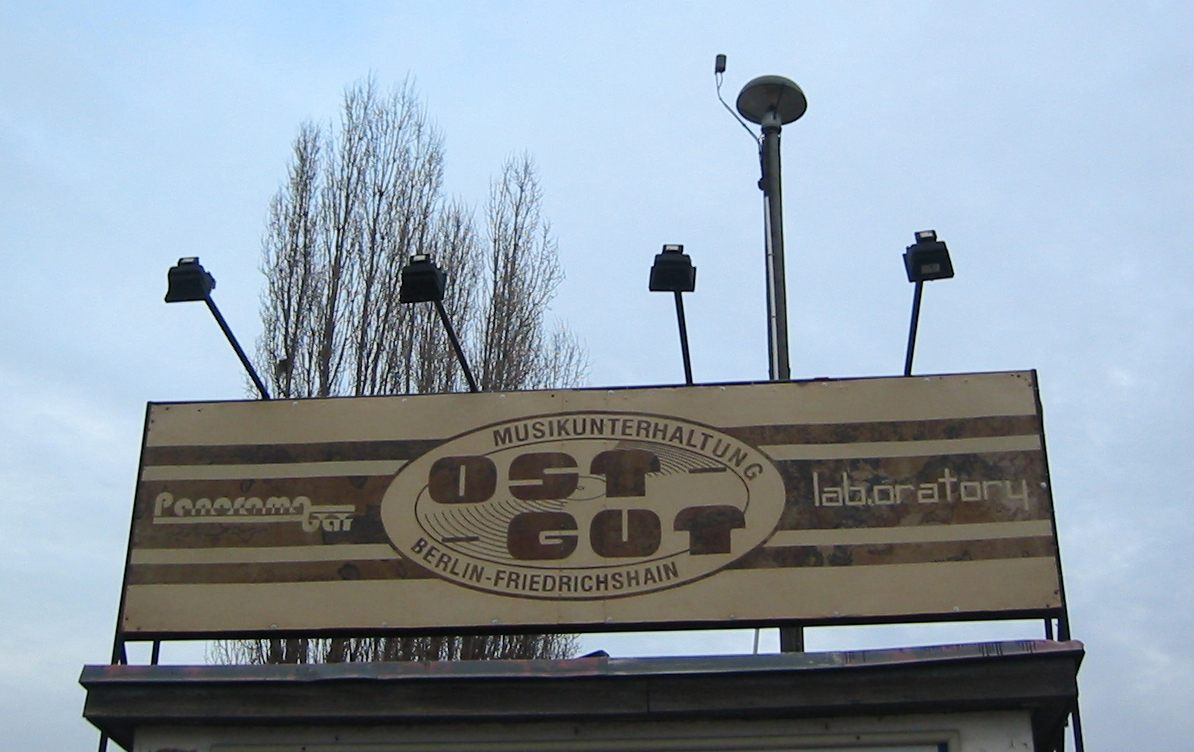
знак Ostgut

Berghain є реінкарнацією «легендарного» клубу Ostgut (1998—2003).). Він відображав собою фетиш-нічний клуб для чоловіків, котрий називався «Snax», який знаходився у різних місцях, перед тим, як знайшов своє постійне місце в новому клубі «Ostgut». «Ostgut» швидко перетворився в координаційний центр Берлінської техно-субкультури відколи він відкрився для усіх, тобто став гендерно рівним, та вечірки «Snax» теж залишилися і відбувалися 6-8 разів на рік. «Ostgut» закрили 6 січня 2003, після 30-ти годинної прощальної вечірки, і будівля була знесена. Berghain відкрився у 2004 році. «Berghain» названий в честь двох кварталів, які розташовані на півночі і півдні від будівлі: Кройцберґ (колишній Західний Берлін) та Фрідріхсгайн (колишній Східний Берлін). «Snax» як і раніше, раз на рік відбувається у Святу Суботу в головному приміщенні (Berghain), а Панорама Бар відчинений для усіх інших гостей.

## Музика

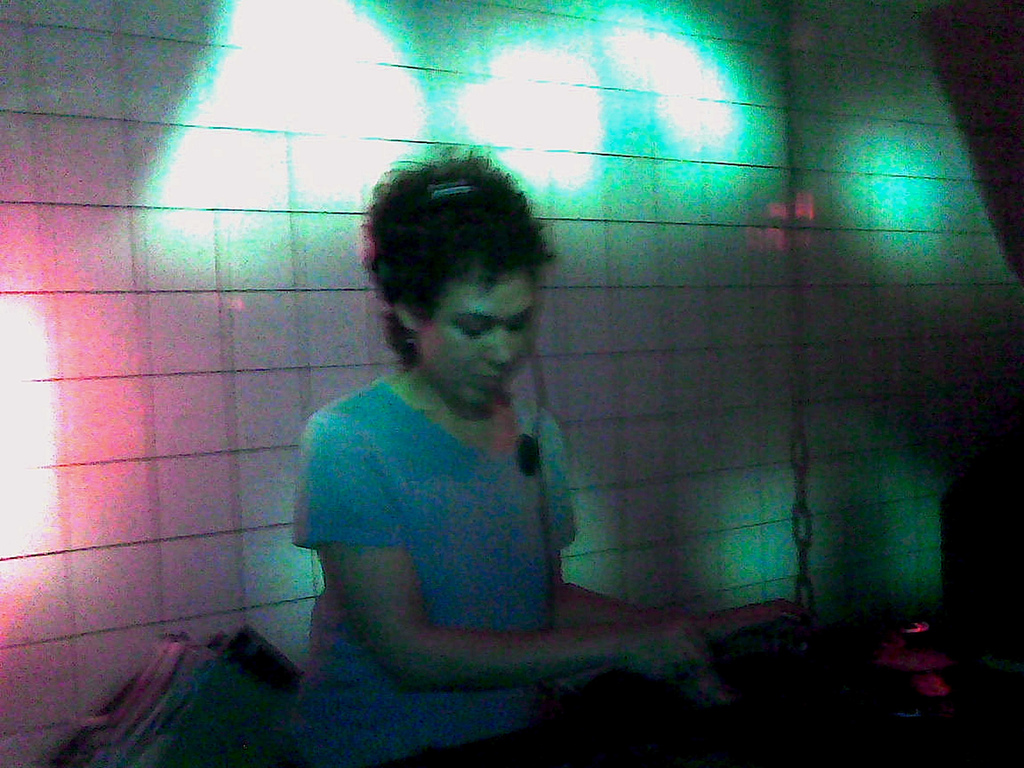
резидент Panorama Bar — Cassy

Музика в основному діп-хаус, техно, мінімал техно і дабстеп. Панорама Бар є місцем зустрічі відомих хаус та електро-діджеїв. Нік Гоппнер, який управляє лейблом клубу, переконує, що «Панорама Бар більш-менш підходить для хаусу… а Berghain є дійсно платформою для чистого техно.»
У 2005 власники клубу заснували лейбл Ostgut Tonträger (або Ostgut Ton). Перші релізи лейблу були від резидентів Berghain/Panorama Bar, таких як Андре Ґаллуззі, Кассі, Бен Клок. У 2007 Berghain співпрацював з місцевим балетом Берліна щоб створити «Shut Up and Dance! Updated» балет складався з 5 танцюристів, який був представлений у клубі в кінці — на початку липня цього ж року. Саундтрек до балету зроблений з п'яти спеціальних треків відомих мінімал-техно виконавців таких як: Лучіано, Аме, Сліпархів та Люк Слейтер. Саундтрек отримав позитивні відгуки, в тому числі п'ятизірковий відгук у The Guardian.